# بیلی بست
بیلی بست (انگلیسی: Billy Best؛ زادهٔ ۷ سپتامبر ۱۹۴۲) بازیکن فوتبال اهل بریتانیا است.
از باشگاه‌هایی که در آن بازی کرده‌است می‌توان به باشگاه فوتبال ساوتند یونایتد و باشگاه فوتبال نورث‌همپتون تاون اشاره کرد.